# Buckland (Alaska)

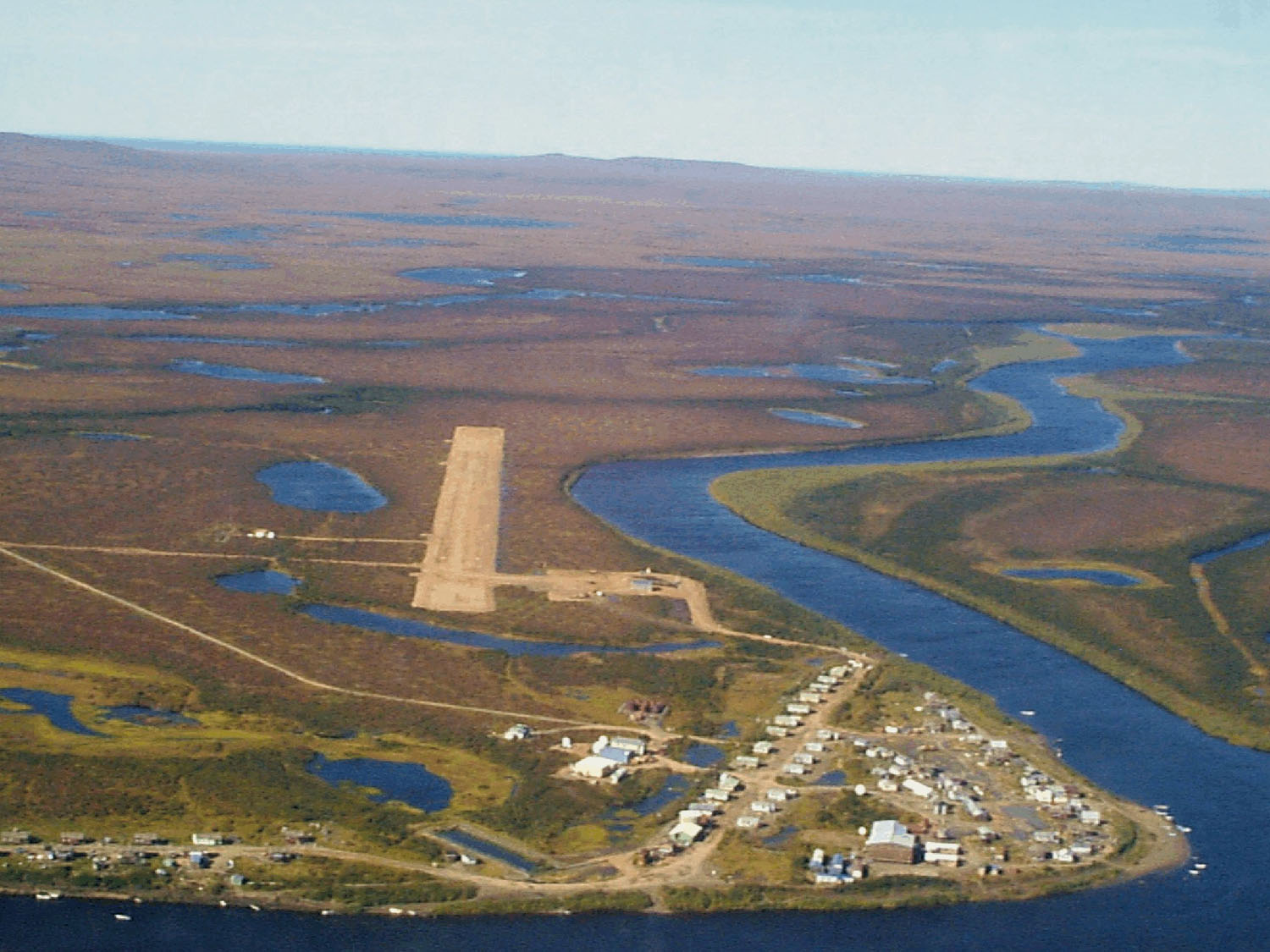
Buckland vanuit de lucht

Buckland is een plaats (city) in de Amerikaanse staat Alaska en valt bestuurlijk gezien onder Northwest Arctic Borough.

## Demografie
Bij de volkstelling in 2000 werd het aantal inwoners vastgesteld op 406.
In 2006 is het aantal inwoners door het United States Census Bureau geschat op 424, een stijging van 18 (4,4%).

## Geografie
Volgens het United States Census Bureau beslaat de plaats een oppervlakte van
3,7 km², waarvan 3,2 km² land en 0,5 km² water.

## Infrastructuur
Buckland is met vliegtuig bereikbaar vanaf Buckland Airport (IATA-code BKC) met Deering en Kotzebue.

## Onderwijs
De huidige school is in 2002 gebouwd.

## Plaatsen in de nabije omgeving
De onderstaande figuur toont nabijgelegen plaatsen in een straal van 104 km rond Buckland.